# (9216) Masuzawa
(9216) Masuzawa est un astéroïde de la ceinture principale.

## Description
(9216) Masuzawa est un astéroïde de la ceinture principale. Il fut découvert le 1er novembre 1995 à Kiyosato par Satoru Ōtomo. Il présente une orbite caractérisée par un demi-grand axe de 2,25 UA, une excentricité de 0,16 et une inclinaison de 2,2° par rapport à l'écliptique.

## Compléments